# Sunset (Superbus)
Sunset è il quinto album in studio del gruppo musicale power pop francese Superbus, pubblicato nel 2012.

## Tracce
1. All Alone
2. A la chaîne
3. Smith n' Wesson
4. Mini
5. L'Annonce
6. Whisper (feat. Richie Sambora)
7. Calling you
8. Mrs Better
9. Get real
10. Duo (feat. Marco Kamaras)
11. L'Eté n'est pas loin

## Classifiche
| Classifica | Posizione raggiunta |
| ---------- | ------------------- |
| Francia    | 2                   |